# París-Roubaix 2011

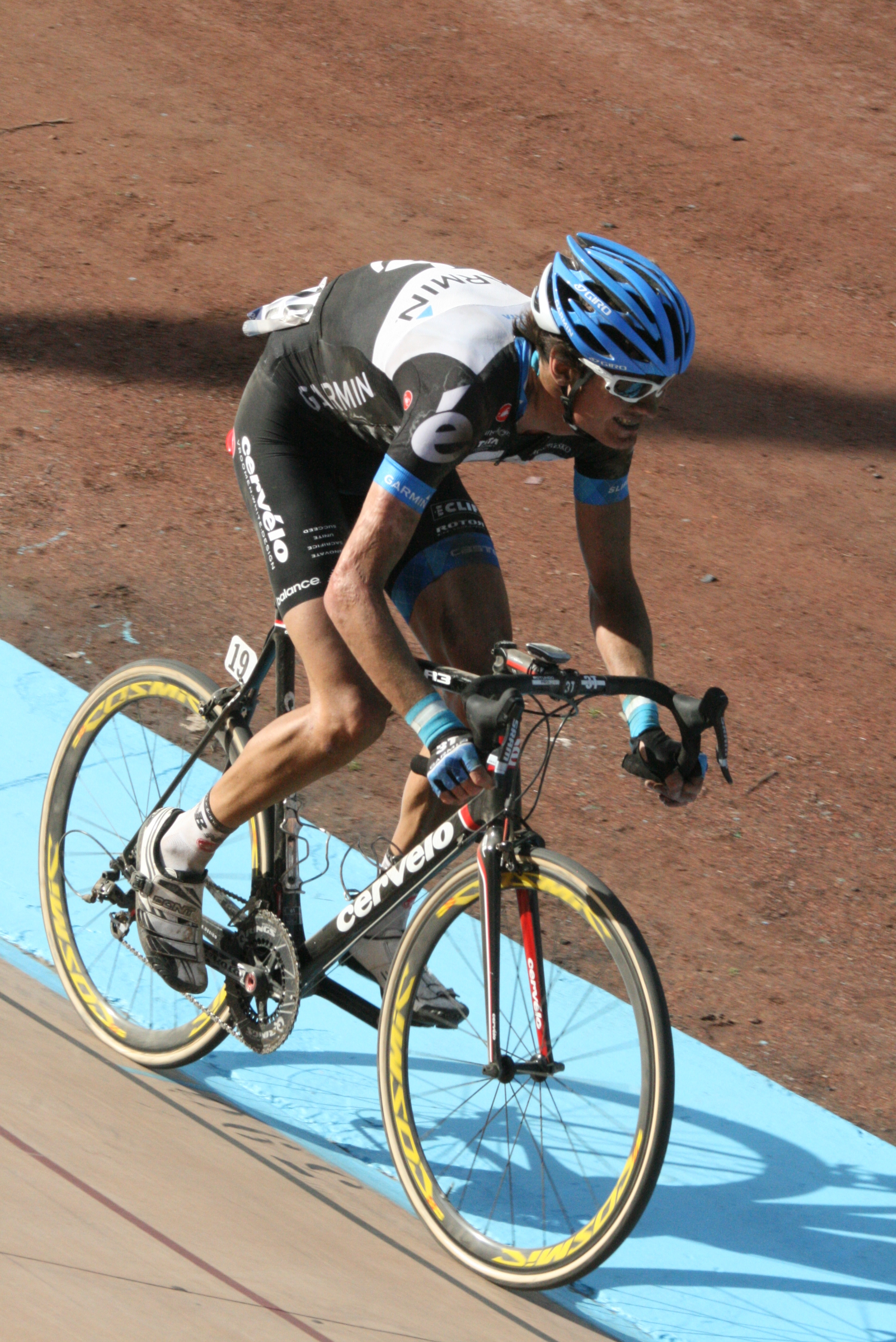
Johan Vansummeren a l'arribada al Velòdrom André Pétrieux

La París-Roubaix 2011 és l'edició 109 de la clàssica ciclista París-Roubaix. La cursa es disputà el 10 d'abril de 2011 entre les viles de Compiègne i el velòdrom André Pétrieux de Roubaix. Aquesta és la novena prova de l'UCI World Tour 2011.
El vencedor fou el belga Johan Vansummeren (Garmin-Cervélo), que es presentà en solitari a l'arribada al velòdrom André Pétrieux de Roubaix després de deixar enrere tres companys d'escapada a manca de 15 km per a l'arribada. Fou seguit, a 19", per Fabian Cancellara (Team Leopard Trek), que en els darrers quilòmetres atrapà els escapats, i Maarten Tjallingii (Rabobank ProTeam).

## Recorregut
Els corredors es troben en aquesta edició amb dos antics sectors: Aulnoy-lez-Valenciennes > Famars (2.500 m, 5 estrelles) i Famars > Quérénaing (1.200 m, 2 estrelles) per a substituir el de Verchain-Maugré > Quérénaing (1.600 m, 3 estrelles).
També es fa servir per primera vegada un sector de pavé inèdit: Millonfosse > Bousignies (1.400 m, 4 estrelles), associat amb el sector Brillon > Tilloy-lez-Marchiennes (1.100 m, 2 estrelles) per substituir els de Hornaing > Wandignies-Hamage (3.700 m, 3 estrelles) i Warlaing > Brillon (2.400 m, 3 estrelles). El sector de Millonfosse > Bousignies es troba tan sols a 4 km de la sortida del serctor d'Arenberg, reduint d'aquesta manera el temps de recuperació dels ciclistes.

### Sectors de pavé
En aquesta edició hi ha 27 sectors de pavé, per una llargada total de 51,5 quilòmetres.
| Sector | Quilòmetres | Localització                              | Llargada | Dificultat |
| ------ | ----------- | ----------------------------------------- | -------- | ---------- |
| 27     | 98          | Troisvilles > Inchy                       | 2 200 m  | 03         |
| 26     | 104,5       | Viesly > Quiévy                           | 1 800 m  | 03         |
| 25     | 107         | Quiévy > Saint-Python                     | 3 700 m  | 04         |
| 24     | 115,5       | Saint-Python                              | 1 500 m  | 02         |
| 23     | 119,5       | Vertain > Saint-Martin-sur-Écaillon       | 2 300 m  | 03         |
| 22     | 126,5       | Capelle-sur-Écaillon > Ruesnes            | 1 700 m  | 03         |
| 21     | 142,5       | Aulnoy-lez-Valenciennes > Famars          | 2 600 m  | 05         |
| 20     | 146         | Famars > Quérénaing                       | 1 200 m  | 02         |
| 19     | 149         | Quérénaing > Maing                        | 2 500 m  | 03         |
| 18     | 152         | Maing > Monchaux-sur-Écaillon             | 1 600 m  | 03         |
| 17     | 164         | Haveluy > Wallers                         | 2 500 m  | 04         |
| 16     | 172         | Trouée d'Arenberg                         | 2 400 m  | 05         |
| 15     | 178,5       | Millonfosse > Bousignies                  | 1 400 m  | 04         |
| 14     | 183,5       | Brillon > Tilloy-lez-Marchiennes          | 1 100 m  | 02         |
| 14     | 186         | Tilloy-lez-Marchiennes > Sars-et-Rosières | 2 400 m  | 03         |
| 13     | 192,5       | Beuvry-la-Forêt > Orchies                 | 1 400 m  | 03         |
| 12     | 197,5       | Orchies                                   | 1 700 m  | 03         |
| 11     | 203,5       | Auchy-lez-Orchies > Bersée                | 2 600 m  | 03         |
| 10     | 209         | Mons-en-Pévèle                            | 3 000 m  | 05         |
| 9      | 215         | Mérignies > Pont-à-Marcq                  | 700 m    | 02         |
| 8      | 218,5       | Pont-Thibaut > Ennevelin                  | 1 400 m  | 03         |
| 7      | 224         | Templeuve (L'Épinette)                    | 200 m    | 01         |
| 7      | 224,5       | Templeuve (Moulin-de-Vertain)             | 500 m    | 02         |
| 6      | 231         | Cysoing > Bourghelles                     | 1 300 m  | 04         |
| 6      | 233,5       | Bourghelles > Wannehain                   | 1 100 m  | 03         |
| 5      | 238         | Camphin-en-Pévèle                         | 1 800 m  | 04         |
| 4      | 241         | Carrefour de l'Arbre                      | 2 100 m  | 05         |
| 3      | 243         | Gruson                                    | 1 100 m  | 02         |
| 2      | 250         | Hem                                       | 1 400 m  | 01         |
| 1      | 256,5       | Roubaix                                   | 300 m    | 01         |
| Total  | Total       | Total                                     | 51 500 m | 51 500 m   |

## Equips participants
25 equips prenen part a la París-Roubaix. Hi ha els 18 equips ProTeams i 7 equips continentals professionals beneficiats d'una invitació: Cofidis, Europcar, FDJ, Bretagne-Schuller, Saur-Sojasun, Skil-Shimano i Team NetApp.
| Núm.    | Codi | Equip                       |
| ------- | ---- | --------------------------- |
| 1-8     | LEO  | Team Leopard-Trek           |
| 11-18   | GRM  | Garmin-Cervélo              |
| 21-28   | SKY  | Team Sky                    |
| 31-38   | THR  | Team HTC-High Road          |
| 41-48   | QST  | Quick-Step Alpha Vinyl Team |
| 51-58   | OLO  | Omega Pharma-Lotto          |
| 61-68   | BMC  | BMC Racing Team             |
| 71-78   | KAT  | Team Katusha                |
| 81-88   | ALM  | AG2R La Mondiale            |
| 91-98   | VCD  | Vacansoleil-DCM             |
| 101-108 | SAU  | Saur-Sojasun                |
| 111-118 | RAB  | Rabobank ProTeam            |
| 121-128 | FDJ  | FDJ                         |

| N.      | Code | Équipe                |
| ------- | ---- | --------------------- |
| 131-138 | SKS  | Skil-Shimano          |
| 141-148 | LIQ  | Liquigas-Cannondale   |
| 151-158 | COF  | Cofidis               |
| 161-168 | LAM  | Lampre-ISD            |
| 171-178 | SBS  | Saxo Bank-Sungard     |
| 181-188 | RSH  | Team RadioShack       |
| 191-198 | EUC  | Europcar              |
| 201-208 | MOV  | Movistar Team         |
| 211-218 | AST  | Astana Qazaqstan Team |
| 221-228 | EUS  | Euskaltel–Euskadi     |
| 231-238 | APP  | Team NetApp           |
| 241-248 | BSC  | Bretagne-Schuller     |

## Favorits
Fabian Cancellara (Team Leopard-Trek), vencedor de les edicions del 2010 i 2006 i tercer al Tour de Flandes el cap de setmana anterior és el principal favorit. Els altres favorits són Tom Boonen i Sylvain Chavanel pel Quick-Step Alpha Vinyl Team, el campió del món Thor Hushovd (Garmin-Cervélo), els ciclistes del BMC Racing Team Alessandro Ballan i George Hincapie tot i les recents caigudes patides pel darrer, Joan Antoni Flecha i Geraint Thomas del Team Sky. Bjorn Leukemans (Vacansoleil-DCM) i Filippo Pozzato (Team Katusha) també formen part de la llista inicial de favorits.
Entre els absents cal destacar Nick Nuyens (Saxo Bank-Sungard) vencedor del Tour de Flandes la setmana anterior, Edvald Boasson Hagen (Team Sky) que s'ha fracturat tres costelles i el subcampió del món Matti Breschel (Rabobank ProTeam).

## Classificació final
|    | Ciclista           | Equip              | Temps      | Punts UCI |
| -- | ------------------ | ------------------ | ---------- | --------- |
| 1  | Johan Vansummeren  | Garmin-Cervélo     | 6h 07' 28" | 100       |
| 2  | Fabian Cancellara  | Team Leopard-Trek  | + 19"      | 80        |
| 3  | Maarten Tjallingii | Rabobank ProTeam   | m. t.      | 70        |
| 4  | Gregory Rast       | Team RadioShack    | m. t.      | 60        |
| 5  | Lars Bak           | Team HTC-High Road | + 21"      | 50        |
| 6  | Alessandro Ballan  | BMC Racing Team    | + 36"      | 40        |
| 7  | Bernhard Eisel     | Team HTC-High Road | + 47"      | 30        |
| 8  | Thor Hushovd       | Garmin-Cervélo     | + 47"      | 20        |
| 9  | Joan Antoni Flecha | Team Sky           | + 47"      | 10        |
| 10 | Mathew Hayman      | Team Sky           | + 47"      | 4         |